# Eduard von Capelle
Eduard von Capelle (Celle, 10. listopada 1855. -  Wiesbaden, 23. veljače 1931.) je bio njemački admiral i vojni zapovjednik. Tijekom Prvog svjetskog rata bio je njemački ministar mornarice.

## Vojna karijera
Eduard von Capelle rođen je 10. listopada 1855. u Celleu. Capelle je kao kadet u mornaricu stupio 1872. godine nakon čega je služio u SMS Herthi i SMS Arconi. Od 1891. Capelle služi u Admiralitetu, da bi nakon toga počeo raditi u ministarstvu mornarice. U srpnju 1906. unaprijeđen je u čin kontraadmirala, u rujnu 1909. promaknut je u viceadmirala, da bi u travnju 1913. postao admiralom. Capelle je tijekom rada u ministarstvu mornarice bio jedan od najbližih suradnika admirala Alfreda von Tirpitza, te je sudjelovao u izradi zakona koji su omogućili širenje njemačke ratne mornarice.

## Prvi svjetski rat
U svibnju 1914. neposredno pred početak Prvog svjetskog rata Capelle je postao zamjenikom ministra mornarice koju dužnost je obavljao sve do 1915. godine kada se umirovio zbog zdravstvenih problema. Međutim, kada je Tirpitz u ožujku 1916. podnio ostavku na mjesto ministra mornarice, Capelle je pozvan da ga zamijeni.
Capelle je u početku bio protivnik neograničenog podmorničkog ratovanja. Međutim, u kolovozu 1916. Capelle je pod utjecajem zapovjednika Flote otvorenog mora admirala Reinharda Scheera promijenio mišljenje. Postao je zagovornikom neograničenog podmorničkog rata, te je podržavao njemački Glavni stožer u političkom sukobu koji je stožer oko tog pitanja imao s kancelarom Bethmann-Hollwegom. Bethmann-Hollweg je na kraju popustio, te je u siječnju 1917. proglašen neograničeni podmornički rat. Capelleov politički kredibilitet narušen je u listopadu 1917. kada je optužio socijalističke stranke u parlamentu da su poticale nemire u Floti otvorenog mora koji su se dogodili u kolovozu te godine. Tada je Capelle dao i ostavku koju car nije prihvatio jer se bojao da bi se na čelo ministarstva mornarice mogao vratiti Tirpitz s čijim se stajalištima car nije slagao.
U siječnju 1918. Capelleu je od samog cara uručen orden Pour le Mérite za vodstvo i planiranje mornaričkih operacija. Capelle je na mjestu ministra mornarice ostao sve do listopada 1918. kada je dao ostavku.   

## Poslije rata
Nakon što je podnio ostavku Capelle se ponovno umirovio. Preminuo je 23. veljače 1931. godine u 76. godini života u  Wiesbadenu.

## Vanjske poveznice
(eng.) Eduard von Capelle na stranici First World War.com

(eng.) Eduard von Capelle na stranici Prussianmachine.com

(njem.) Eduard von Capelle na stranici Deutsche-biographie.de